# Codon

Codons zijn groepjes van drie opeenvolgende nucleotiden in het mRNA (gekleurd), die elk overeenkomen met een specifiek aminozuur. Genetische informatie in DNA kan zo 'vertaald' worden naar functionele eiwitmoleculen.

Een codon, ook wel triplet genoemd, is een drietal opeenvolgende nucleotiden in het messenger-RNA (mRNA), die elk een bepaald aminozuur specificeren bij de codering van genetische informatie. Tijdens de translatie worden de codons één voor één afgelezen door het ribosoom. Op basis van de codonvolgorde wordt een aminozuurketen gevormd.
In RNA komen vier verschillende nucleotiden voor: adenine (A), cytosine (C), guanine (G) en uracil (U). Er zijn 43 = 64 mogelijke combinaties van nucleotiden binnen een triplet mogelijk. De meeste aminozuren worden niet door één, maar door meerdere codons gespecificeerd. Het aminozuur glycine wordt bijvoorbeeld gecodeerd door de codons GGU, GGC, GGA en GGG. Codons die voor hetzelfde aminozuur coderen heten synonieme codons. Ze verschillen vaak alleen in de nucleotide op de derde positie (de wiebelbase).
In een levende cel wordt niet ieder van de synonieme codons even vaak gebruikt. Er is sprake van een voorkeur voor bepaalde codons, en deze voorkeur verschil sterk van organisme tot organisme. Het codongebruik hangt samen met de beschikbaarheid van tRNA's en met het GC-gehalte in het genoom. Bij het maken van een genconstruct is het vaak belangrijk om codons zo te kiezen dat ze aangepast zijn aan het preferente codongebruik van de gastheer. Een overzicht van alle codons met bijbehorende aminozuren staat vermeld in de codontabellen van DNA en RNA.

## Geschiedenis
Het bestaan van nucleotidetriplets werd aangetoond in de jaren 1960, ongeveer een decennium na de ontdekking van de DNA-helix. In samenwerking met Sydney Brenner leverde Francis Crick het bewijs dat genetische code gevormd wordt door groepjes van drie opeenvolgende nucleotiden. In hun beroemde experiment werden kleine deleties gemaakt in het gen rIIB van de T4-bacteriofaag. Wanneer één of twee basenparen werden verwijderd uit de coderende regio, was het genproduct verstoord door een leesraamverschuiving. Wanneer er drie baseparen werden verwijderd, kon nog steeds een functioneel eiwit worden getransleerd, omdat slechts één aminozuur uit het eiwit ontbrak. 

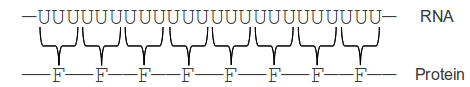
Het Niremberg-experiment. Een synthetisch stukje RNA van uitsluitend uracil wordt getransleerd tot een polypeptide van uitsluitend fenylalanine.

Marshall Niremberg en zijn collega's slaagden er in 1961 in het eerste codon te ontcijferen. Ze gebruikten een synthetisch RNA-molecuul dat alleen bestond uit uracil (dus UUUUU...) en ontdekten dat dit getransleerd werd tot een polypeptide dat uitsluitend bestond uit het aminozuur fenylalanine. Daaruit concludeerden ze dat het codon UUU moest coderen voor het aminozuur fenylalanine.
Dit experiment werd doorgezet door onder meer Severo Ochoa, die ontdekte dat een poly-adenine RNA-molecuul (AAAAA...) getransleerd werd tot een polypeptide van alleen lysine, en poly-cytosine RNA (CCCCC...) getransleerd werd naar een polypeptide met alleen proline. Hieruit leidde hij af dat het codon AAA voor het aminozuur lysine codeert, en CCC voor proline. Door gebruik te maken van copolymeren werden in de loop van de jaren 1960 alle andere codons geïdentificeerd. Niremberg was hierin een vooraanstaand onderzoeker.

## Codontabel
Codontabellen worden over het algemeen met RNA-codons weergegeven, omdat messenger-RNA het molecuul is dat daadwerkelijk gelezen wordt tijdens de translatie. Deze codons komen overeen met de coderende streng van het DNA, met als enige verschil dat uracil (U) is vervangen door thymine (T). Het DNA wordt nooit direct in 'triplets' gelezen, maar altijd eerst overgeschreven naar een mRNA-transcript.
| UUU | Fenylalanine (Phe) |
| UUC | Fenylalanine (Phe) |
| UUA | Leucine (Leu)      |
| UUG | Leucine (Leu)      |

| UCU | Serine (Ser) |
| UCC | Serine (Ser) |
| UCA | Serine (Ser) |
| UCG | Serine (Ser) |

| UAU | Tyrosine (Tyr) |
| UAC | Tyrosine (Tyr) |
| UAA | Stop           |
| UAG | Stop           |

| UGU | Cysteïne (Cys)   |
| UGC | Cysteïne (Cys)   |
| UGA | Stop*            |
| UGG | Tryptofaan (Trp) |

| CUU | Leucine (Leu) |
| CUC | Leucine (Leu) |
| CUA | Leucine (Leu) |
| CUG | Leucine (Leu) |

| CCU | Proline (Pro) |
| CCC | Proline (Pro) |
| CCA | Proline (Pro) |
| CCG | Proline (Pro) |

| CAU | Histidine (His) |
| CAC | Histidine (His) |
| CAA | Glutamine (Gln) |
| CAG | Glutamine (Gln) |

| CGU | Arginine (Arg) |
| CGC | Arginine (Arg) |
| CGA | Arginine (Arg) |
| CGG | Arginine (Arg) |

| AUU | Isoleucine (Ile)  |
| AUC | Isoleucine (Ile)  |
| AUA | Isoleucine (Ile)  |
| AUG | Methionine (Met)* |

| ACU | Threonine (Thr) |
| ACC | Threonine (Thr) |
| ACA | Threonine (Thr) |
| ACG | Threonine (Thr) |

| AAU | Asparagine (Asn) |
| AAC | Asparagine (Asn) |
| AAA | Lysine (Lys)     |
| AAG | Lysine (Lys)     |

| AGU | Serine (Ser)   |
| AGC | Serine (Ser)   |
| AGA | Arginine (Arg) |
| AGG | Arginine (Arg) |

| GUU | Valine (Val) |
| GUC | Valine (Val) |
| GUA | Valine (Val) |
| GUG | Valine (Val) |

| GCU | Alanine (Ala) |
| GCC | Alanine (Ala) |
| GCA | Alanine (Ala) |
| GCG | Alanine (Ala) |

| GAU | Asparaginezuur (Asp) |
| GAC | Asparaginezuur (Asp) |
| GAA | Glutaminezuur (Glu)  |
| GAG | Glutaminezuur (Glu)  |

| GGU | Glycine (Gly) |
| GGC | Glycine (Gly) |
| GGA | Glycine (Gly) |
| GGG | Glycine (Gly) |